# 尖吻斜鋸牙鯊
尖頭曲齒鮫（学名：Rhizoprionodon acutus），又名尖吻斜鋸牙鯊，为軟骨魚綱真鯊目白眼鮫科斜鋸牙鯊屬下的一个种，被IUCN列為易危保育類動物。德國博物學家愛德華·呂佩爾(Eduard Rüppell)在其1837年出版的《紅海魚類》中首次進行了科學描述，命名為Carcharias acutus。此後，本種被列為幾個不同的屬。俗稱牛奶鯊(Milk Shark)，來自印度的一種信仰，即食用這種鯊魚的肉可以增強泌乳。

## 分布
本魚分布廣泛，包括東大西洋從馬德拉群島至安哥拉、印度西太平洋區從東非至印尼，北從日本至澳洲等海域。

## 深度
水深70至80公尺。

## 特徵
本魚體延長，較細小。頭很平扁。吻長而扁薄，由背部看呈三角形，眼小而圓。口深弧形，上顎和下顎的嘴角處都有長長的皺紋，兩顎的齒排數為24-25，上牙有細鋸齒且傾斜度大；下齒形狀相似，但鋸齒較小且齒尖輕輕向上彎曲。第一背鰭後緣深達腹鰭基部後部上方，尾其寬長，尾基上方具凹窪，下方則無。體背面和上側面灰褐色，下側面和腹面白色；背、尾、胸鰭皆灰褐色，臀、腹鰭淡白色。體長通常約110公分，雄魚體長可達175公分。

## 生態
本魚棲息於沿岸，有時會游入河口，肉食性，以魚類、甲殼動物或軟體動物等為食，胎生，各地區的繁殖期不同，雌鯊一般每年生產，但有些則每隔一年甚至每三年生產一次，每窩產下1到8尾幼魚不等，一般為2到5隻，隨著雌鯊大小的增加而增加。

## 經濟利用
食用魚，通常用延繩釣、刺網、拖網和鉤線捕獲的，以新鮮或曬乾並醃製的方式出售供人類食用，也用於製作魚翅湯和魚粉。紅燒或做成魚丸、魚鬆。

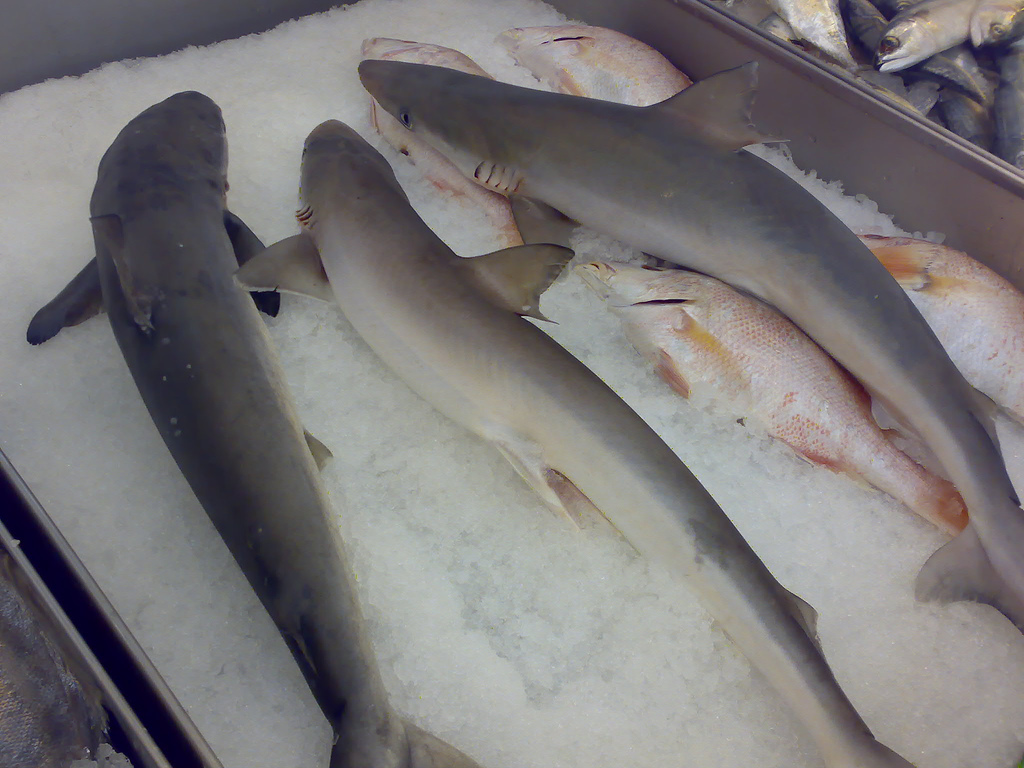
大量的尖吻斜鋸牙鯊被商業性捕撈以做為食用魚